# إيملي كرايغ
إيملي كرايغ (بالإنجليزية: Emily Craig)‏ هي مجدفة بريطانية، ولدت في 30 نوفمبر 1992.

## وصلات خارجية
- إيملي كرايغ على موقع الاتحاد الدولي للتجديف (الإنجليزية)
- إيملي كرايغ على موقع اللجنة الأولمبية الدولية (الإنجليزية)
- إيملي كرايغ على موقع أوليمبيديا (الإنجليزية)
- إيملي كرايغ على موقع اللجنة الأولمبية البريطانية (الإنجليزية)